# لغة إميليانو
تشير التسمية إيميليانو إلى مجموعة من اللغات المحلية وتسمى أيضًا لهجات شعبيًا والتي هي جزء من المجموعة الجالوإيطاليقية ويتحدث بها في منطقة إميليا التاريخية. على الرغم من أنه يشار إليها على أنها لهجة إيطالية (حتى من قبل المتحدثين بها)، فإنها لا تنحدر من اللغة الإيطالية.